# Stewart Reburn
Stewart Dudley Dagge Reburn (ur. 10 sierpnia 1912 w Toronto, zm. 6 czerwca 1976 tamże) – kanadyjski łyżwiarz figurowy, startujący w parach sportowych z Louise Bertram. Uczestnik igrzysk olimpijskich (1936), brązowy medalista mistrzostw Ameryki Północnej (1936) oraz mistrz Kanady (1935).
Bertram i Redburn byli nazywani „Fredem Astaire i Ginger Rogers lodowego świata” ze względu na doskonałą interpretację muzyki. Cechowali się innowacyjnym stylem jazdy, przez co byli chętnie zatrudniani przy udziale w rewiach łyżwiarskich. Obydwoje zostali pośmiertnie członkami Galerii Sław Skate Canada w 2015 roku. 
Bertram i Redburn występowali wspólnie do października 1938 roku. Ich rozstanie było spowodowane wybraniem Reburna przez trzykrotną mistrzynię olimpijską, Norweżkę Sonję Henie na swojego partnera podczas rewii łyżwiarskich. Henie i Redburn jeździli wspólnie do 1940 roku, zaś w 1939 roku wystąpili razem w filmie Second Fiddle. Następnie Redburn wstąpił do Royal Canadian Air Force i awansował do rangi porucznika podczas II wojny światowej. W grudniu 1943 roku został ranny odłamkami, co definitywnie zakończyło jego karierę łyżwiarską i aktorską. Po wojnie pracował przy produkcji filmowej, a następnie zajął się zarządzaniem nieruchomościami. Zmarł po półrocznej walce z rakiem w wieku 63 lat.

## Osiągnięcia

### Pary sportowe

#### Z Louise Bertram
| Zawody                        | 1934           | 1935           | 1936           |                |                |                |                |                |                |                |                |                |                |                |                |                |                |
| Międzynarodowe                | Międzynarodowe | Międzynarodowe | Międzynarodowe | Międzynarodowe | Międzynarodowe | Międzynarodowe | Międzynarodowe | Międzynarodowe | Międzynarodowe | Międzynarodowe | Międzynarodowe | Międzynarodowe | Międzynarodowe | Międzynarodowe | Międzynarodowe | Międzynarodowe | Międzynarodowe |
| ----------------------------- | -------------- | -------------- | -------------- | -------------- | -------------- | -------------- | -------------- | -------------- | -------------- | -------------- | -------------- | -------------- | -------------- | -------------- | -------------- | -------------- | -------------- |
| Igrzyska olimpijskie          |                |                | 6              |                |                |                |                |                |                |                |                |                |                |                |                |                |                |
| Mistrzostwa świata            |                |                | 4              |                |                |                |                |                |                |                |                |                |                |                |                |                |                |
| Mistrzostwa Ameryki Północnej |                | 3              |                |                |                |                |                |                |                |                |                |                |                |                |                |                |                |
| Krajowe                       |                |                |                |                |                |                |                |                |                |                |                |                |                |                |                |                |                |
| Mistrzostwa Kanady            | 2              | 1              |                |                |                |                |                |                |                |                |                |                |                |                |                |                |                |

#### Z Cecil Smith
| Mistrzostwa Kanady | 3 |

#### Z Veronicą Clarke
| Mistrzostwa Kanady | 3 |

### Soliści
| Mistrzostwa Kanady | 1 J | 2 | 2 |

## Nagrody i odznaczenia
- Galeria Sławy Skate Canada – 2015